# Again (canción de Lenny Kravitz)
«Again» (en español: «otra vez») es un sencillo del músico estadounidense Lenny Kravitz, lanzado para promover su álbum recopilatorio Greatest Hits en el año 2000.
Compuesta, arreglada y producida por él mismo, inicialmente iba a formar parte de su sexto álbum de estudio; sin embargo, Kravitz descubrió que la canción no encajaba con el tono del álbum. La canción, que es una mezcla de balada romántica y rock, le valió a Kravitz un premio Grammy a la mejor interpretación masculina de rock en el año 2001, hecho que Lenny ya había conseguido en dos ocasiones consecutivas con «Fly Away» y «American Woman».
La canción trata sobre la pérdida de contacto con un amor del pasado y medita sobre la posibilidad de una nueva oportunidad para retomar de nuevo esta relación.
El riff de guitarra está inspirado en el de la canción «Magic» del grupo de rock estadounidense The Cars.
«Again» es una de las canciones más populares del artista, llegando al cuarto lugar en la lista del Billboard Hot 100 de Estados Unidos.

## Video musical
El videoclip de Again fue dirigido por Paul Hunter y rodado en el barrio TriBeCa de la ciudad de Nueva York, y en él, muestra a Lenny con una chica (Gina Gershon) en su apartamento, de la que Kravitz parece no estar interesado. De modo semejante al contenido de la letra de la canción, Lenny encuentra una chica más joven que él (Teresa Lourenco), que trabaja como camarera en un restaurante. Al final del videoclip, Kravitz va de nuevo al restaurante, pero ella no está y él se marcha. Una vez que él ha abandonado el restaurante, la camarera entra sin darse cuenta de que Lenny había ido a buscarla. Finalmente Lenny vuelve a su apartamento, perdiendo la esperanza de encontrarla otra vez.

## Lista de canciones
| Edición Europea 1. «Again» – 3:52 2. «Fly Away» (live performance) – 5:46 3. «Always on the Run» (live performance) – 12:07 4. «Are You Gonna Go My Way» (live performance) – 5:42 5. «Again» (video) Sencillo en CD (Edición Europea) 1. «Again» – 3:49 2. «Let Love Rule» (live) – 6:55 | Edición Australiana 1. «Again» – 3:52 2. «Fly Away» (Live) – 5:45 3. «Always On The Run» (Live) – 12:06 4. «Are You Gonna Go My Way» (Live) – 5:41 5. «Again» (Stankonia Remix feat. Outkast) [Clean Version] – 4:09 6. «Again» (Stankonia Remix feat. Outkast) – 4:09 7. «Again» (Video) |

## Posicionamiento en listas y certificaciones
| Listas (2000–01)                            | Mejor posición |
| ------------------------------------------- | -------------- |
| Alemania (Offizielle Deutsche Charts)       | 19             |
| Australia (ARIA)                            | 30             |
| Austria (Ö3 Austria Top 40)                 | 6              |
| Bélgica (Flandes) (Ultratop 50)             | 39             |
| Bélgica (Valonia) (Ultratip Bubbling Under) | 3              |
| Canadá (RPM Rock/Alternative)               | 6              |
| Croacia (HRT)                               | 5              |
| España (Top 100 Canciones)                  | 10             |
| Estados Unidos (Billboard Hot 100)          | 4              |
| Estados Unidos (Mainstream Top 40)          | 1              |
| Estados Unidos (Adult Top 40)               | 2              |
| Estados Unidos (Alternative Airplay)        | 23             |
| Estados Unidos (Adult Alternative Songs)    | 3              |
| Estados Unidos (Rhythmic)                   | 34             |
| Eurochart Hot 100                           | 25             |
| Finlandia (OFC)                             | 16             |
| Francia (SNEP)                              | 57             |
| Italia (FIMI)                               | 1              |
| Nueva Zelanda (Recorded Music NZ)           | 5              |
| Países Bajos (Dutch Top 40)                 | 25             |
| Polonia (Music & Media)                     | 4              |
| Portugal (AFP)                              | 2              |
| Suecia (Sverigetopplistan)                  | 39             |
| Suiza (Schweizer Hitparade)                 | 9              |

| País           | Lista (2000)        | Posición |
| -------------- | ------------------- | -------- |
| Estados Unidos | Adult Top 40        | 91       |
| Suiza          | Schweizer Hitparade | 78       |

| País           | Lista (2001)        | Posición |
| -------------- | ------------------- | -------- |
| Australia      | ARIA                | 88       |
| Canadá         | Radio (Nielsen BDS) | 7        |
| Estados Unidos | Billboard Hot 100   | 9        |
| Estados Unidos | Adult Top 40        | 5        |
| Estados Unidos | Mainstream Top 40   | 2        |
| Estados Unidos | Modern Rock Tracks  | 65       |
| Nueva Zelanda  | Recorded Music NZ   | 31       |

### Certificaciones
| País      | Organismo certificador | Certificación | Ventas | Ref.   |
| --------- | ---------------------- | ------------- | ------ | ------ |
| Australia | ARIA                   | Oro           | 35 000 | [ 38 ] |
| Brasil    | Pro-Música Brasil      | Platino       | 60 000 | [ 39 ] |